# Osmá křížová výprava
Osmá křížová výprava byla druhá křížová výprava zahájená Ludvíkem IX. Francouzským, tato v roce 1270 proti dynastii Hafsidů v Tunisku. Králi se nelíbil vývoj v Sýrii, kde na zbylé křižácké državy dotírali muslimové. Křížová výprava neměla žádné výrazný dopad, protože Ludvík krátce po příjezdu na břehy Tuniska zemřel na úplavici. Mezi křižáky a Hafsidy byla vyjednána tuniská smlouva. K žádným územním změnám nedošlo, i když křesťanům byla udělena obchodní a některá politická práva. Křižáci se brzy poté stáhli zpět do Evropy.

## Příčiny
Mamlúcký sultán Bajbars al-Bundukdari využil války mezi Benátkami a Janovem (1256–1260) a zmocnil se roku 1256 Haify, Toronu a Nazaretu. Navíc dobyl také křižáckou baštu Antiochii, kterou křesťané drželi bezmála 170 let. Kyperský král Hugo III., který byl zároveň i vládcem Jeruzalémského království, se vylodil u Akkonu, aby ubránil alespoň hlavní město.

## Průběh výpravy

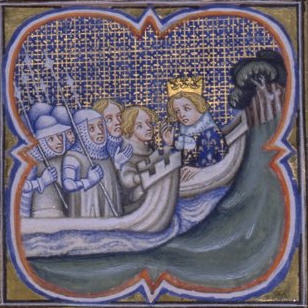
Ludvík IX. na křížové výpravě, miniatura ze 14. století

Tyto události vedly Ludvíka IX. k tomu, aby se roku 1267 opět rozhodl bojovat proti „pohanům“. Nikdo z evropských panovníků se k němu nepřidal, a tak se mohl spoléhat pouze na burgundského vévodu Huga, flanderského hraběte Roberta a na své tři bratry: Roberta z Artois, Alfonse z Poitiers a Karla z Anjou. Karel Ludvíka přesvědčil, aby svou výpravu nejprve směřoval do Tuniska, po jeho dobytí měl pochodovat přes Egypt až k Jeruzalému. Karel tímto plánem sledoval hlavně svůj prospěch, protože jako budoucí král Sicílie měl v Tunisku své převážně obchodní zájmy.

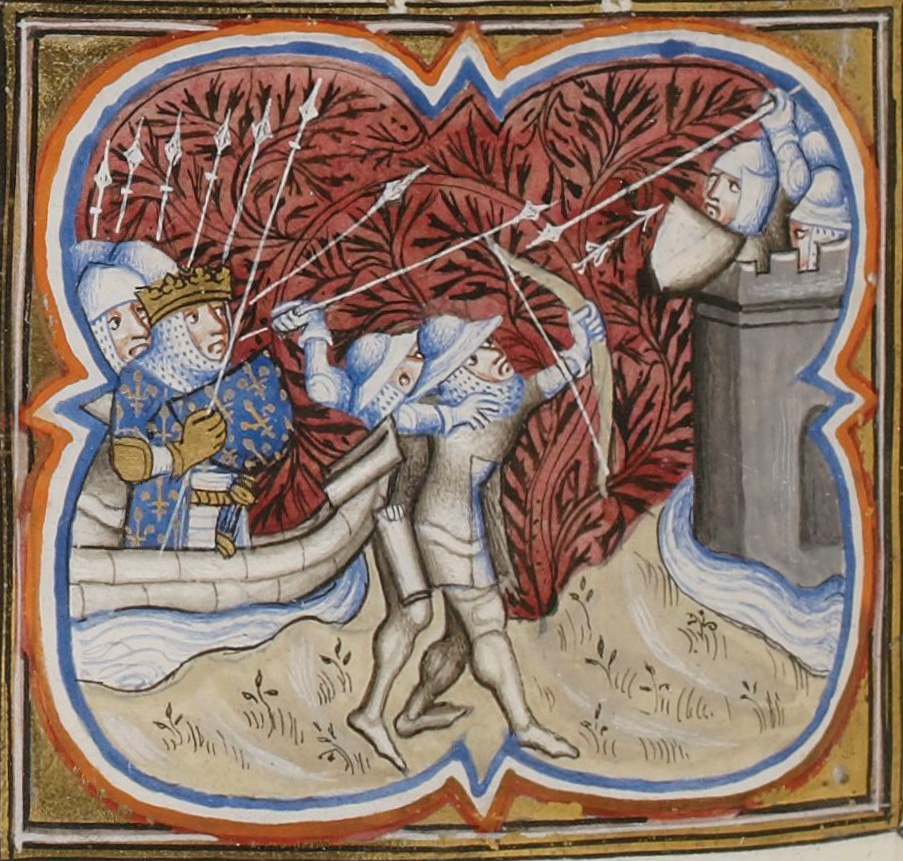
Obléhání Tunisu na miniatuře ze 14. století

V červenci 1270 se francouzský král vylodil u břehů Tuniského sultanátu, v němž vládla dynastie Hafsidů. Vylodění v horkém létě bylo špatné rozhodnutí. Mnoho mužů při nedostatečném množství pitné vody onemocnělo a zemřelo. Dne 25. srpna, jeden den po příjezdu Karla z Anjou zemřel král Ludvík IX. pravděpodobně na úplavici. Karel prohlásil novým francouzským králem mladého Ludvíkova syna Filipa III. Vůdcem výpravy se stal Karel, Filip III. byl ještě mladý chlapec.
Křižáci začali obléhat město Tunis. Obléhání se nezdařilo a velitelé od dalších pokusů upustili. Dne 30. října se podařilo se sultánem vyjednat smlouvu obsahující volný obchod s městem a také ochranu křesťanských mnichů. Po tomto malém diplomatickém úspěchu výprava oficiálně skončila. Krátce poté dorazil do Tuniska anglický princ Eduard I., který poté pokračoval v plavbě do Akkonu. Francouzská část výpravy se vydala na cestu do Francie.
Při plavbě do Trapani zastihla flotilu vichřice a výprava ztratila na čtyřicet válečných lodí. Mladý král Filip s manželkou si zachránili život. Po této bouři se výprava rozhodla pro cestu po souši. Do Francie se vrátila jen nepatrná část výpravy. Nemoci podlehl navarrský král Theobald II. a jeho manželka Isabela Francouzská zemřela o rok později. Mladou královnu Francie Isabelu Aragonskou shodil kůň, což vedlo k předčasnému porodu mrtvého chlapce a Isabelině smrti o pár dní později. V březnu byl zavražděn Jindřich z Almainu, syn Richarda Cornwallského. Ve chvíli modlitby byl v kostele zákeřně přepaden a ubodán Guyem a Simonem, syny Šimona z Montfortu. Byla to msta za opuštění řady vzbouřenců proti králi Jindřichovi III. Ještě téhož roku, dne 21. srpna 1271 zemřel Ludvíkův bratr Alfons z Poitiers i jeho žena Jana z Toulouse, která zemřela o den později.